# 2014年1月中國大陸

## 1月4日
- 中国中铁股份有限公司总裁白中仁在家中跳楼自杀[1]，经抢救无效后死亡。[2][3]

## 1月8日
- 1月7日、8日两天，中共中央政法工作会议在京举行，中共总书记习近平、中共常委、中央书记处书记刘云山、及另一位中共常委、国务院副总理张高丽、中共政法委书记孟建柱皆出席。会议结束后中国官媒新华社发布了习近平的长篇讲话稿，他表达了对政法系统腐败的不满，发出强力威慑声：‘以最坚决的意志，最坚决的行动’、‘坚决清除害群之马’”[4]。

## 1月10日
- 中共中央、国务院上午在北京举行国家科学技术奖励大会。习近平、李克强、刘云山、张高丽出席大会并为获奖代表颁奖。李克强代表党中央、国务院在大会上讲话。张高丽主持大会。习近平向获得2013年度国家最高科学技术奖的中国科学院院士、中国科学院大连化学物理研究所张存浩，中国科学院院士、中国人民解放军总装备部程开甲颁发奖励证书，并同他们热情握手，表示祝贺。随后，习近平等党和国家领导人向获得国家自然科学奖、国家技术发明奖、国家科学技术进步奖和中华人民共和国国际科学技术合作奖的代表颁奖[5]。

## 1月13日
- 国家主席习近平在北京人民大会堂同保加利亚总统普列夫内利耶夫举行会谈。会谈前习近平举行仪式欢迎普列夫内利耶夫访华[6]。双方签署《中华人民共和国和保加利亚共和国建立全面友好合作伙伴关系的联合公报》，决定建立全面友好合作伙伴关系[7]。
- 中國贵州省凯里市龙场镇老山村一偏僻山坡发生一起爆炸案件，現已造成15人死亡，8人受伤[8]。

## 1月14日
- 中共中央总书记、国家主席、中央军委主席习近平在中国共产党第十八届中央纪律检查委员会第三次全体会议上发表讲话，强调强化反腐败体制机制、创新和制度保障。李克强、张德江、俞正声、刘云山、张高丽出席会议，王岐山主持会议[9]。

## 1月17日
- 国家主席习近平在北京人民大会堂会见来华出席中国－海湾阿拉伯国家合作委员会第三轮战略对话的海合会代表团[10]。

## 1月21日
- 国家主席习近平在北京人民大会堂会见白俄罗斯总理米亚斯尼科维奇[11]。

## 1月22日
- 中共中央总书记、国家主席、中央军委主席、中央全面深化改革领导小组组长习近平下午主持召开中央全面深化改革领导小组第一次会议并发表重要讲话。中共中央政治局常委、中央全面深化改革领导小组副组长李克强、刘云山、张高丽出席会议[12][13]。
- 中共中央总书记、国家主席、中央军委主席习近平22日下午在人民大会堂同各民主党派中央、全国工商联负责人和无党派人士代表欢聚一堂，共迎新春[14]。

## 1月23日
- 中华人民共和国国家主席习近平在北京人民大会堂会见法国国民议会议长巴尔托洛内，全国人大常委会副委员长兼秘书长王晨参加会见[15]。

## 1月24日
- 中共中央政治局召开会议，研究决定中央国家安全委员会设置；听取关于一年来贯彻执行中央八项规定情况的汇报，研究部署下一步改进作风工作。中共中央总书记习近平主持会议[16]。